# Harry Yount

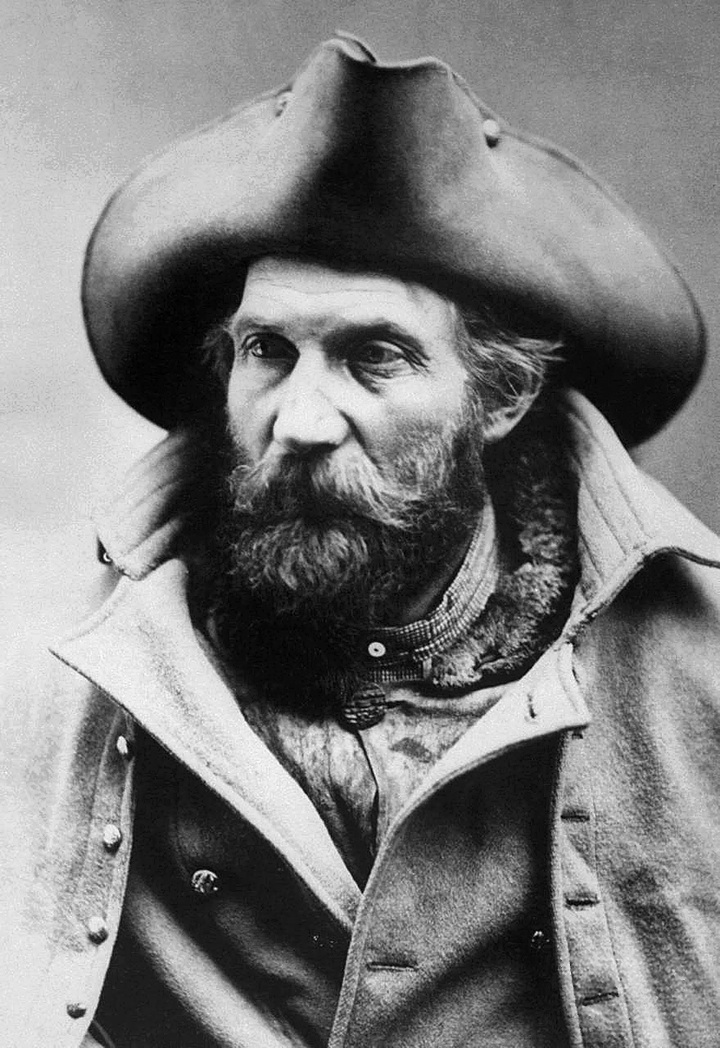
Harry Yount

Henry S. Yount (* 18. März 1837; † 16. Mai 1924), auch bekannt als Rocky Mountain Harry Yount, war ein US-Bürgerkriegsveteran, Mountain Man, Berufsjäger, Trapper, Prospektor, Wildnisführer und der erste Ranger des Yellowstone-Nationalparkes in den USA.
Yount kam erstmals als Cowboy bei der Hayden-Studie von 1878 mit der Yellowstone-Gegend in Berührung. Als er damals zusammen mit einem Kollegen den Park betreten wollte, wurde ihr Camp von Bannock-Indianern niedergebrannt. Außerdem wurden ihnen dabei ihre Tiere gestohlen.
Am 21. Juni 1880 stellte ihn der zweite Superintendent des Parkes, Philetus Norris, an, um der Wilderei und dem Vandalismus im 1872 gegründeten Park Einhalt zu gebieten. Seit der Gründung war die Jagd im Park verboten. Yount baute sich eine Hütte im Lamar Valley und verbrachte den Winter dort alleine in der weiten Wildnis mit tiefem Schnee und eisigkalten Winden. Seine einzige Gesellschaft waren die Herden der Wildtiere, die er schützen sollte. Im Herbst 1881 kündigte er seine Stelle mit der Begründung, ein einzelner Mann sei zu wenig, diese Arbeit zu verrichten, es brauche eine schlagkräftige Polizeitruppe.
Younts Nachfolger sollten ebenso wenig erfolgreich sein bei der Bekämpfung der Wilderei und des Vandalismus. Die Situation besserte sich erst, als die US-Armee 1886 die Leitung des Parkes übernahm.
Nach Yount wurde ein Berg im Südosten des Yellowstone-Nationalparkes benannt, der Younts Peak.